# Alvise Forti
Alvise Forti (fl. XX secolo) è stato un calciatore italiano, di ruolo terzino.

## Carriera
Ha disputato da difensore le prime due stagioni del dopoguerra in Prima Categoria con la maglia del Como. Ha giocato altre due stagioni dal 1929 al 1931 con la Comense.